# Espichel-fok
Koordináták: é. sz. 38° 24′ 50″, ny. h. 9° 13′ 20″38.413889°N 9.222222°W

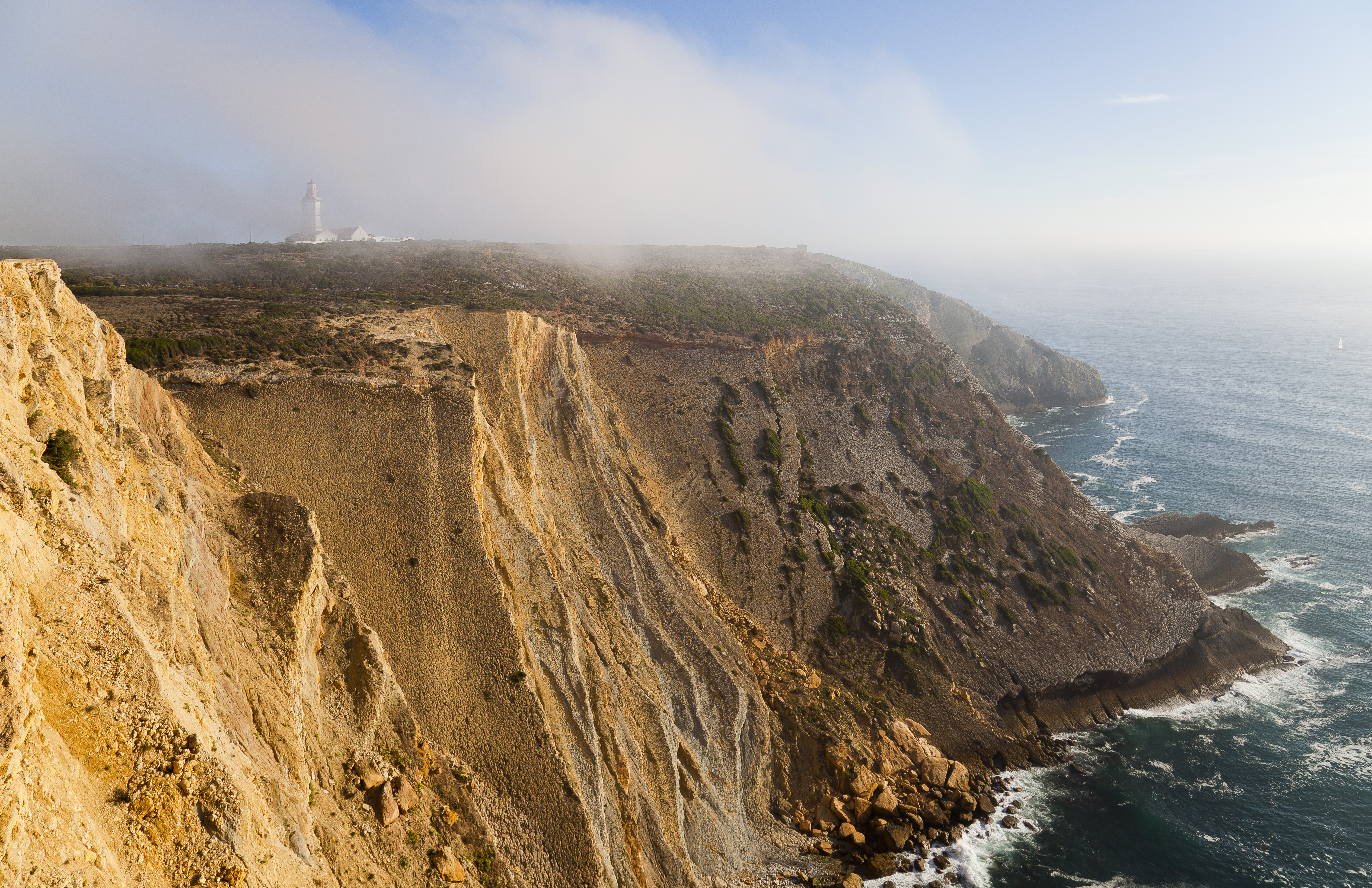
Az Espichel-fok Portugália délnyugati partvidékén

Az Espichel-fok (portugál nyelven: Cabo Espichel) Portugália délnyugati partvidékén található, Sesimbra település közelében az Atlanti-óceán partján. Számos turista látogatja meg évről évre ezt a partszakaszt, hogy megcsodálhassa azt a lélegzetelállító látványt, amelyet az óceánból meredeken kiemelkedő sziklás partvidék nyújt. Az Espichel-fok közelében található a Lagosteiros-part.
E helyen áll a Santuário de Nossa Senhora do Cabo Espichel egyházi épületegyüttes, amely szokatlanul közel épült a parthoz. A helyi templomot a mai napig egyházi célokra használják. 
Az Espichel-fok a fentieken túl híres még a jura földtörténeti korból származó dinoszaurusz lábnyomairól, melyek a partvidék sziklafalainak többségét megformáló kőzetrétegekben találhatók. E lábnyomok a helyi babonák értelmezése szerint akkor keletkeztek, amikor a Szent Szűz (portugálul: Nossa Senhora) egy hatalmas öszvért vezetett az óceánba, ennek az eseménynek állítanak emléket az egyházi épületek e helyen. 

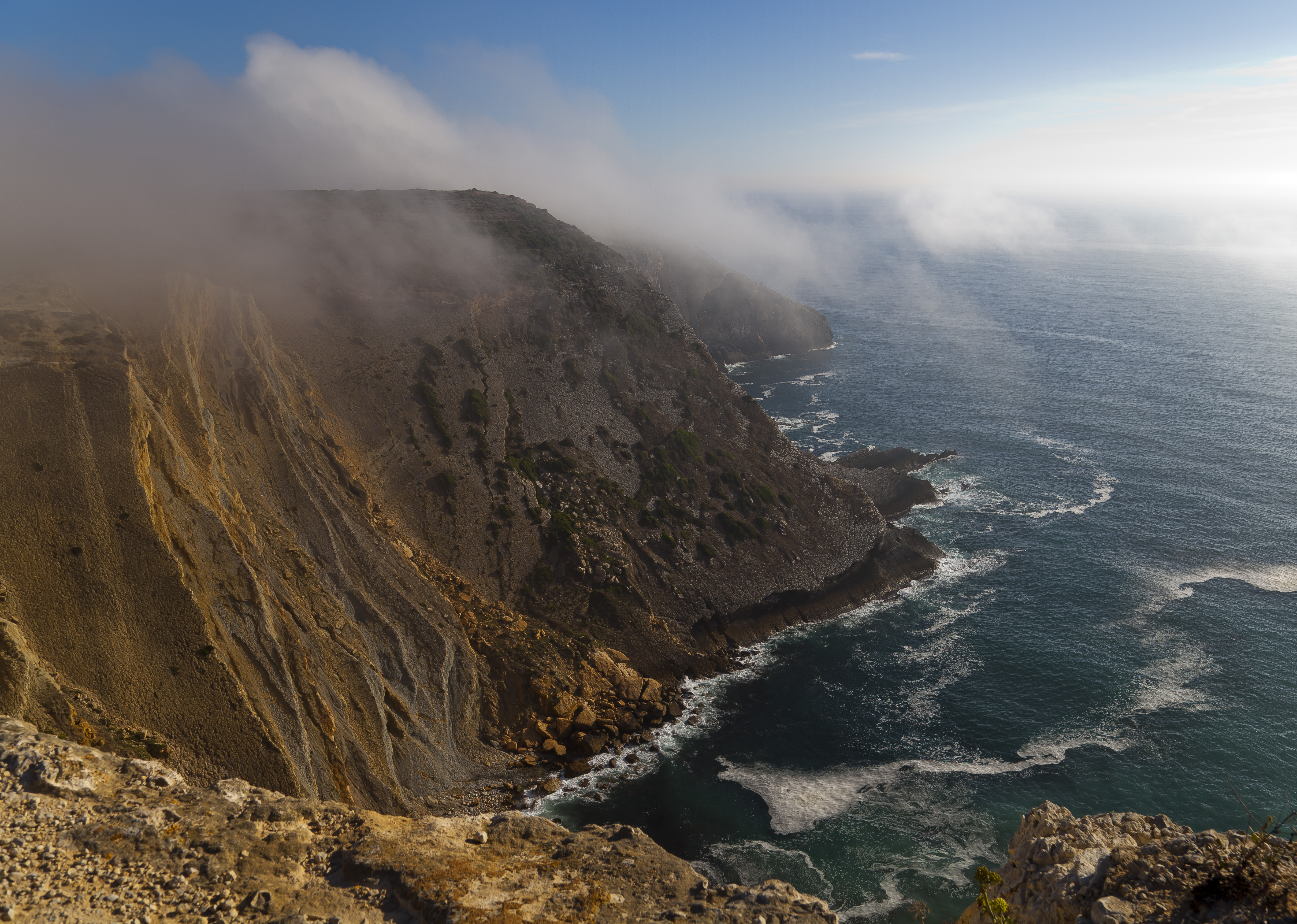
A partvidék látképe

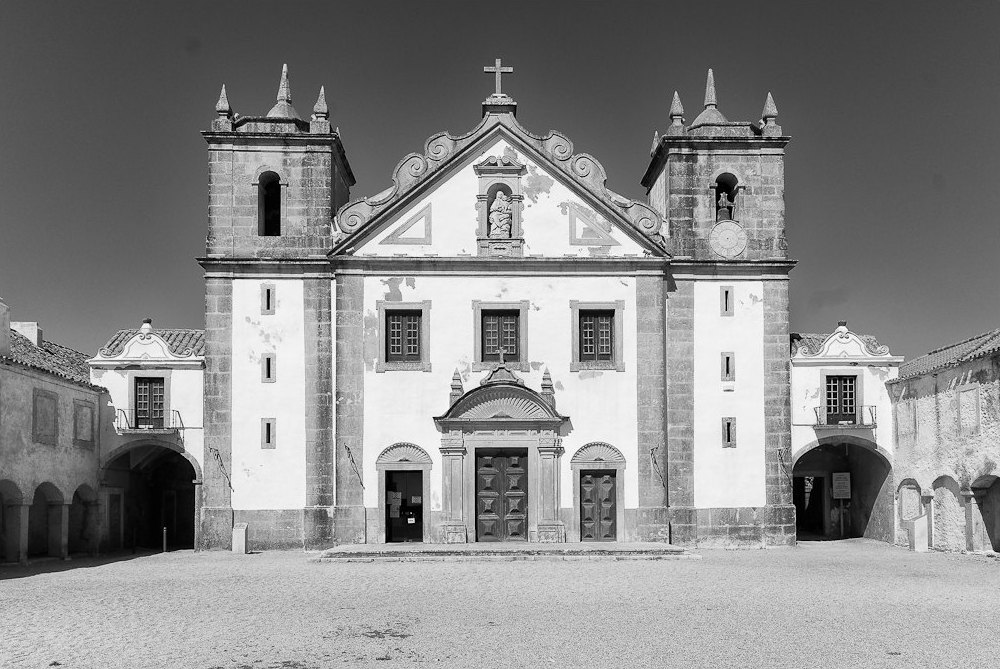
Az Espichel-fokon épült egyházi épületegyüttes

## Fordítás
Ez a szócikk részben vagy egészben  a   Cabo Espichel című angol Wikipédia-szócikk ezen változatának fordításán alapul.  Az eredeti cikk szerkesztőit annak laptörténete sorolja fel. Ez a jelzés csupán a megfogalmazás eredetét és a szerzői jogokat jelzi, nem szolgál a cikkben szereplő információk forrásmegjelöléseként.